# Stora Mistön
Stora Mistön är en ö i Finland. Den ligger i Finska viken och i kommunen Raseborg i den ekonomiska regionen  Raseborg i landskapet Nyland, i den södra delen av landet. Ön ligger omkring 84 kilometer väster om Helsingfors.
Öns area är 58 hektar och dess största längd är 1,3 kilometer i öst-västlig riktning.